# Úřad Vysokého komisaře OSN pro lidská práva
Úřad Vysokého komisaře OSN pro lidská práva (anglicky Office of the United Nations High Commissioner for Human Rights obecně znám též jako Office of the High Commissioner for Human Rights, OHCHR) je oddělení Sekretariátu OSN, které se zabývá podporou a ochranou lidských práv zaručených mezinárodním právem a stanovených ve Všeobecné deklaraci lidských práv z roku 1948. Úřad byl ustanoven Valným shromážděním OSN 20. prosince 1993 v návaznosti na Světovou konferenci o lidských právech z téhož roku.
Úřad je veden Vysokým komisařem pro lidská práva, který koordinuje lidskoprávní aktivity v rámci systému OSN. Úřad zároveň funguje jako sekretariát Rady pro lidská práva ve švýcarské Ženevě. Od 17. září 2022 je vysokým komisařem Volker Türk. Je osmým komisařem v pořadí.
Mandát OHCHR zahrnuje široké spektrum činností, které se týkají ochrany a prosazování lidských práv v různých kontextech, včetně konfliktů, rozvojové spolupráce, klimatických změn, migrace a dalších globálních problémů.

## Historie
Program OSN pro lidská práva vznikl ve čtyřicátých letech 20. století jako malé oddělení v ústředí OSN. Později se toto oddělení přestěhovalo do Ženevy a v osmdesátých letech 20. století bylo přejmenováno na Středisko pro lidská práva. Vídeňská deklarace a akční program, přijaté na Světové konferenci o lidských právech v červnu 1993, obsahovaly konkrétní doporučení pro posílení a harmonizaci kapacit OSN v oblasti monitorování lidských práv. Dokument vyzval Valné shromáždění ke zřízení funkce vysokého komisaře pro lidská práva, který následně vznikl 20. prosince 1993 (rezoluce A/RES/48/141). V souvislosti s programem reformy OSN (A/51/950, odst. 79) bylo Středisko pro lidská práva 15. září 1997 začleněno pod Úřad vysokého komisaře pro lidská práva.
Rozsah a činnost OSN v oblasti lidských práv se od přijetí Všeobecné deklarace lidských práv v roce 1948 postupně rozšiřovaly. Deklarace, která byla vypracována jako společná norma úspěchu pro všechny lidi a národy, poprvé v historii lidstva stanovila základní občanská, politická, hospodářská, sociální a kulturní práva, která by měli mít všichni lidé bez rozdílu. Mezi základní zásady mezinárodního práva v lidskoprávní oblasti a základní prvky lidské důstojnosti byly stále častěji prosazovány rovnoprávnost a nepřípustnost diskriminace. Na Všeobecnou deklaraci byly navázány nové normy, které se zabývají novými problémy v oblasti lidských práv. V 21. století OSN pomohla dosáhnout větší ochrany práv opomíjených skupin obyvatelstva, jako jsou domorodé národy, senioři, osoby se zdravotním postižením a osoby patřící k LGBT+ komunitě. Úřad rovněž upozornil na souvislost mezi lidskými právy a změnou klimatu.
Postupem času byla zřízena řada orgánů OSN pro lidská práva, které reagují na vyvíjející se problémy v lidskoprávní oblasti. Patří mezi ně Rada pro lidská práva, Smluvní orgány nezávislých odborníků pro lidská práva a různí speciální zpravodajové a pracovní skupiny. Lidská práva se stala ústředním tématem celosvětové diskuse o míru, bezpečnosti a rozvoji. Začlenění pracovníků OSN v oblasti lidských práv do mírových operací významně zvýšilo připravenost OSN předcházet porušování lidských práv a reagovat na ně. Panuje také celosvětová shoda na tom, že závažné porušování lidských práv nesmí zůstat nepotrestáno. Vytvoření Mezinárodního trestního soudu v roce 1998 umožnilo postavit pachatele válečných zločinů a zločinů proti lidskosti před soud.

## Účel
Cílem OHCHR je:
- podporovat všeobecné uplatňování všech lidských práv praktickým naplňováním vůle a odhodlání světového společenství, jak je vyjádřila Organizace spojených národů
- hrát vedoucí úlohu v otázkách lidských práv a zdůrazňovat význam lidských práv na mezinárodní i vnitrostátní úrovni
- podporovat mezinárodní spolupráci v oblasti lidských práv
- podněcovat a koordinovat činnost v oblasti lidských práv v rámci celého systému OSN
- podporovat všeobecnou ratifikaci a provádění mezinárodních norem
- pomáhat při vytváření nových norem
- podporovat orgány pro lidská práva a orgány pro monitorování smluv
- reagovat na závažná porušení lidských práv
- provádět preventivní opatření v oblasti lidských práv
- podporovat zřizování vnitrostátních infrastruktur pro lidská práva
- provádět v praxi činnosti a opatření v oblasti lidských práv
- poskytovat vzdělávání, informační a poradenské služby a technickou pomoc v oblasti lidských práv

## Financování
OHCHR má dva hlavní zdroje financování: řádný rozpočet OSN a dobrovolné příspěvky od členských států a dalších dárců. Řádný rozpočet tvoří přibližně 40 % financí, zatímco dobrovolné příspěvky tvoří zhruba 60 %. V roce 2024 činil řádný rozpočet OHCHR 192,2 milionu USD, což představuje pouze 5 % celkového rozpočtu OSN.

## Organizační struktura

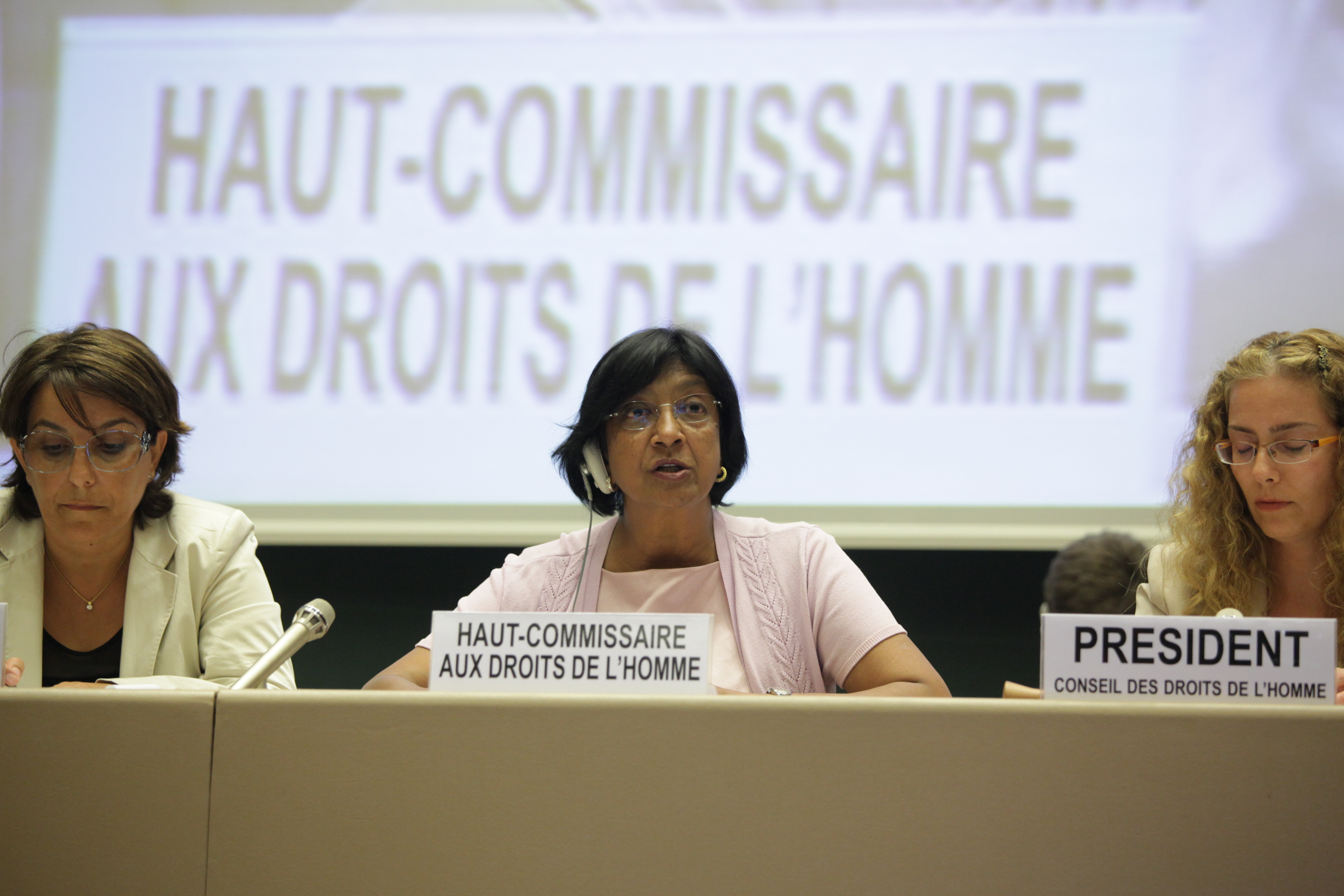
Navi Pillay (uprostřed), vysoká komisařka pro lidská práva v letech 2008–2014.

OHCHR je rozdělena do níže uvedených organizačních jednotek. V jejím čele stojí vysoký komisař, který koordinuje lidskoprávní aktivity v celém systému OSN.

### Vysoký komisař pro lidská práva
Vysoký komisař OSN pro lidská práva, který je podřízen generálnímu tajemníkovi, odpovídá za veškerou činnost úřadu i za jeho správu a vykonává funkce, které mu byly výslovně svěřeny Valným shromážděním OSN v rezoluci 48/141 ze dne 20. prosince 1993 a v následných rezolucích politických orgánů. Radí generálnímu tajemníkovi v lidskoprávní problematice, zajišťuje věcnou a administrativní podporu programu pro lidská práva, zastupuje generálního tajemníka na zasedáních orgánů pro lidská práva a na dalších akcích týkajících se lidských práv a plní zvláštní úkoly podle rozhodnutí generálního tajemníka. Vysoký komisař také kromě lidských práv, která jsou v současné době obsažena v právně závazných smlouvách, podporuje lidská práva, která mají být v mezinárodním právu teprve uznána (například přijetí hospodářských, sociálních a kulturních práv jako strategické priority).
|  | Jméno                              | Stát                  | Funkční období         | Poznámka |
|  | ---------------------------------- | --------------------- | ---------------------- | --- |
|  | José Ayala Lasso                   | Ekvádor               | 1994 – 1997            | |
|  | Mary Robinson                      | Irsko                 | 1997 – 2002            | Generální tajemník Kofi Annan funkční období neprodloužil.                                                  |
|  | Sérgio Vieira de Mello             | Brazílie              | 2002 – 2003            | Zabit při bombovém útoku na hotel Canal v Bagdádu 19. srpna 2003.                                           |
|  | Bertrand Ramcharan                 | Guyana                | 2003 – 2004            | Úřadující vysoký komisař                                                                                    |
|  | Louise Arbour                      | Kanada                | 2004 – 2008            | Neusilovala o druhé funkční období.                                                                         |
|  | Navi Pillay                        | Jihoafrická republika | 1.9. 2008 – 31.8. 2014 | Její mandát byl 1. září 2012 Valným shromážděním prodloužen o polovinu dalšího funkčního období (dva roky). |
|  | Zeid bin Ra'ad bin Zeid al-Hussein | Jordánsko             | 1.9. 2014 – 31.8.2018  | |
|  | Michelle Bachelet                  | Chile                 | 1.9.2018 – 31.8.2022   | Zvolena Valným shromážděním dne 10. srpna 2018.                                                             |
|  | Volker Türk                        | Rakousko              | 8.9.2022 – 31.8. 2026  | Jmenován generálním tajemníkem Antóniem Guterresem po schválení Valným shromážděním OSN 8. září 2022.       |

### Zástupce Vysokého komisaře pro lidská práva
Vysokému komisaři OSN pro lidská práva je při výkonu jeho činnosti nápomocen jeho zástupce, který v komisařově nepřítomnosti vykonává funkci pověřeného úředníka. Je podřízen vysokému komisaři a plní konkrétní věcné a administrativní úkoly podle komisařova rozhodnutí.

### Asistent generálního tajemníka pro lidská práva (ústředí OSN v New Yorku)
Asistent generálního tajemníka pro lidská práva sídlí v New Yorku a vede newyorskou kancelář Vysokého komisaře. Newyorská kancelář zastupuje vysokého komisaře v ústředí OSN v New Yorku a podporuje začlenění lidských práv do politických procesů a činností prováděných mezivládními a meziagenturními orgány OSN. Funkce byla zřízena v roce 2010.

### Zaměstnanci Úřadu vysokého komisaře OSN pro lidská práva
V čele personálního úřadu Vysokého komisaře OSN pro lidská práva stojí vedoucí, který je podřízen Vysokému komisaři. Základními úkoly personálního úřadu jsou:
– poskytovat vysokému komisaři asistenci při
- celkovém řízení a dohledu nad činnostmi programu pro lidská práva.
- formulování, komunikaci, provádění a hodnocení postupů a činností na podporu a ochranu lidských práv
- udržování vztahů s vládami, dalšími agenturami a subjekty OSN, mezinárodními organizacemi, regionálními a národními institucemi, nevládními organizacemi, soukromým sektorem a akademickou obcí
- udržování kontaktů s výkonnou kanceláří generálního tajemníka a dalšími příslušnými úřady v ústředí, jakož i s mluvčími generálního tajemníka v New Yorku a Ženevě a se sdělovacími prostředky
- vytváření a udržování rámce pro řízení a plánování činností lidskoprávního programu a asistovat při přípravě výročních zpráv o činnosti a dosažených výsledcích v oblasti řízení

– plnit podle pokynů Vysokého komisaře úkoly v oblasti získávání finančních prostředků a zvláštních projektů
– zastupovat vysokého komisaře na zasedáních a činit jeho jménem prohlášení

### Administrativní úsek
Administrativní útvar řídí vedoucí, který je podřízen zástupci Vysokého komisaře. Kromě funkcí uvedených v oddíle 7 bulletinu generálního tajemníka ST/SGB/1997/5 jsou jeho hlavními úkoly:
- poskytoval vysokému komisaři poradenství v rozpočtových, finančních a personálních záležitostech týkajících se programu v oblasti lidských práv.
- pomáhat vysokému komisaři a příslušným pracovníkům při plnění jejich finančních, personálních a obecných administrativních povinností a při správě programů přidružených odborníků a stáží

### Kancelář v New Yorku
Kancelář v New Yorku vede asistent generálního tajemníka, který je podřízen Vsokému komisaři. Mezi hlavní úkoly newyorské kanceláře patří:
- zastupovat Vysokého komisaře v ústředí, na schůzích politických orgánů, na stálých misích členských států, na meziresortních a meziagenturních setkáních, v nevládních organizacích a profesních skupinách, na akademických konferencích a ve styku se sdělovacími prostředky
- poskytovat Vysokému komisaři politické poradenství a doporučení v podstatných otázkách
- poskytovat výkonnému úřadu generálního tajemníka informace a poradenství v oblasti lidských práv
- poskytovat věcnou podporu v otázkách lidských práv Valnému shromáždění, Hospodářské a sociální radě a dalším politickým orgánům zřízeným v New Yorku
- poskytovat materiály a informace o lidskoprávním programu stálým misím, útvarům, agenturám a programům OSN, nevládním organizacím, sdělovacím prostředkům a dalším subjektům
- poskytovat podporu Vysokému komisaři a dalším úředníkům, zvláštním zpravodajům a zvláštním zástupcům při jejich misích v New Yorku
- plnit další specifické úkoly podle rozhodnutí Vysokého komisaře

### Odbor pro tematickou spolupráci, zvláštní postupy a právo na rozvoj
V čele Odboru pro tematickou spolupráci, zvláštní postupy a právo na rozvoj stojí ředitel, který je podřízen Vysokému komisaři. Hlavními úkoly odboru jsou:
– podporovat a chránit právo na rozvoj, zejména prostřednictvím:
- podpory mezivládních skupin odborníků při přípravě strategie práva na rozvoj
- pomoci při analýze dobrovolných zpráv o pokroku a krocích přijatých k realizaci práva na rozvoj a o případných překážkách
- realizace výzkumných projektů týkajících se práva na rozvoj a přípravy podstatných výstupů pro předložení Valnému shromáždění, Komisi pro lidská práva a smluvním orgánům
- pomoci při věcné přípravě projektů poradenských služeb a vzdělávacích materiálů o právu na rozvoj
- poskytování věcné analýzy a podpory vysokému komisaři s cílem posílit systémovou podporu práva na rozvoj

– v souladu s prioritami stanovenými Vídeňskou deklarací a akčním programem a usneseními orgánů vytvářejících politiku uskutečňovat výzkumné projekty týkající se nejrůznějších lidskoprávních otázek z okruhu zájmu orgánů OSN pro lidská práva
– podporovat práci držitelů mandátu zvláštních postupů Rady pro lidská práva
– poskytovat věcné služby orgánům pro lidská práva, které se zabývají normotvornou činností
– připravovat dokumenty, zprávy nebo návrhy zpráv, shrnutí a syntézy a stanoviska v reakci na konkrétní žádosti, jakož i věcné příspěvky do informačních materiálů a publikací
– poskytovat politické analýzy, poradenství a pokyny týkající se věcných postupů
– řídit informační služby programu pro lidská práva, včetně dokumentačního střediska a knihovny, informačních služeb a databází o lidských právech
– připravovat studie k příslušným článkům Charty OSN pro Sborník praxe orgánů OSN

### Odbor Rady pro lidská práva a smluvních mechanismů
V čele odboru Rady pro lidská práva a smluvních mechanismů stojí ředitel, který je podřízen Vysokému komisaři. Hlavními úkoly odboru jsou:
- plánovat, připravovat a zajišťovat zasedání a schůze Rady pro lidská práva, poradního výboru a souvisejících pracovních skupin a výborů zřízených smluvními orgány pro lidská práva a jejich pracovních skupin
- zajišťovat pro příslušné smluvní orgány pro lidská práva včasnou věcnou podporu
- připravovat zprávy smluvních států pro přezkum příslušným smluvním orgánem a přijímat opatření v návaznosti na jejich rozhodnutí a doporučení
- připravovat a koordinovat přípravu a předkládání dokumentů a podporu činností smluvních orgánů ze strany ostatních řídicích útvarů a navazovat na rozhodnutí přijatá na zasedáních těchto orgánů
- plánovat, připravovat a organizovat zasedání správní rady Dobrovolného fondu OSN pro oběti mučení a provádět příslušná rozhodnutí
- zpracovávat sdělení předložená smluvním orgánům v rámci dobrovolných postupů a sdělení v rámci postupů stanovených Hospodářskou a sociální radou v její rezoluci 1503 (XLVIII) ze dne 27. května 1970 a zajišťovat následná opatření

### Oddělení terénních operací a technické spolupráce
V čele Odboru terénních operací a technické spolupráce stojí ředitel, který je podřízen Vysokému komisaři. Hlavními úkoly odboru jsou:
- na žádost vlád vypracovávat, provádět, monitorovat a vyhodnocovat poradenské služby a projekty technické pomoci
- spravovat Dobrovolný fond pro technickou spolupráci v oblasti lidských práv
- implementovat akční plán Dekády OSN pro vzdělávání v oblasti lidských práv, včetně tvorby informačních a vzdělávacích materiálů
- poskytovat věcnou a administrativní podporu pro shromažďování faktů a vyšetřování v oblasti lidských práv, např. pro zvláštní zpravodaje, zástupce a odborníky a pracovní skupiny pověřené Komisí pro lidská práva nebo Hospodářskou a sociální radou k řešení konkrétní situace v jednotlivých zemích nebo porušování lidských práv na celém světě, a také pro zvláštní výbor Valného shromáždění pro vyšetřování izraelských praktik ovlivňujících lidská práva palestinského lidu a dalších Arabů na okupovaných územích
- plánovat, podporovat a hodnotit mise v oblasti lidských práv, včetně formulování a rozvoje osvědčených postupů, procesních metodik a modelů pro všechny lidskoprávní činnosti v praxi

## Kritika
Novinářka Emma Reilly zveřejnila v letech 2020 a 2021 e-maily, v nichž Úřad vysokého komisaře OSN pro lidská práva poskytl Číně na její žádost jména čínských účastníků lidskoprávních aktivit OSN. K tomu docházelo opakovaně od doby před rokem 2012 až přinejmenším do roku 2019, a to navzdory výslovnému zákazu takového druhu činnosti. V některých případech se čínská komunistická strana poté, co od OSN předem získala jméno, postarala o to, aby aktivista nemohl odjet z Číny a zúčastnit se akce v Ženevě.